# Канцелярия премьер-министра Финляндии
Канцелярия премьер-министра Финляндии (фин. Valtioneuvoston kanslia; швед. Statsrådets kansli) — орган исполнительной власти Государственного совета Финляндии, обеспечивающий деятельность премьер-министра и контролирующий исполнение его решений. Основан в 1809 году в Великом княжестве Финляндском как Департамент управления. Канцелярия подчиняется как премьер-министру Финляндии, так и статс-секретарю.
Располагается в здании Сената в районе Круунунхака.

## История
В 1918 году была основана Канцелярия премьер-министра, которая надзирала за исполнением решений премьер-министра Финляндии и его материально-техническим обеспечением. Это учреждение входило в число одиннадцати министерств страны. Позже количество министерств было увеличено до двенадцати, хотя структура Государственного совета на протяжении долгого времени оставалась той же. Так как в XX веке направление политики по большей части определял президент, Канцелярия не имела серьёзного веса ни в правительстве, ни в парламенте. В конце 1990-х годов власть перешла от президента к премьер-министру — учреждение стало действительно значимым элементом финской политики.

## Структура
В Канцелярии работает около 500 человек, среди которых 56 % составляют женщины и 44 % — мужчины. Основные задачи: контроль выполнения программ Государственного совета, помощь премьер-министру во взаимодействии с различными органами власти и другими организациями.
Подразделения Канцелярии премьер-министра:
| Подразделения                                      | Задачи                                                                                       |
| -------------------------------------------------- | -------------------------------------------------------------------------------------------- |
| Департамент по взаимодействию с Европейским союзом | Координация политики Евросоюза в Финляндии, подготовка отчётов для профильного министерства. |
| Административный департамент                       | Взаимодействие с министерствами, руководство Канцелярией.                                    |
| Департамент управления собственностью              | Координация политики по отношению к государственной собственности.                           |
| Департамент коммуникаций                           | Взаимодействие премьер-министра и Государственного совета.                                   |
| Совещательный департамент                          | Собирает и обобщает экспертные мнения касательно решений правительства.                      |
| Департамент анализа                                | Публикует и представляет правительству прогнозы на будущее.                                  |
| Департамент внешнеэкономических связей             | Координирует работу министерств по внешнеэкономическим связям.                               |